# Xanthosoma plowmanii
Xanthosoma plowmanii är en kallaväxtart som beskrevs av Josef Bogner. Xanthosoma plowmanii ingår i släktet Xanthosoma och familjen kallaväxter. Inga underarter finns listade.